# 総持寺 (高岡市)
総持寺（そうじじ）は、富山県高岡市にある高野山真言宗の寺院。山号は衆徳山。

## 歴史
- 創建当時は現在の高岡市石堤にあったという[1]
- 慶長年間に現在地に移る[1]。

## 伽藍
- 曼荼羅堂（本堂）
- 観音堂
- 鐘つき堂

## 文化財
- 木造千手観音坐像（重要文化財）